# Leilasteridae
De Leilasteridae zijn een familie van zeesterren uit de orde van de Valvatida.

## Geslachten
- Leilaster A.H. Clark, 1938
- Mirastrella Fisher, 1940